# خالد عمرو الرميحي
خالد عمرو الرميحي سياسي واقتصادي بحريني. يتولى حاليا منصب الرئيس التنفيذي شركة ممتلكات القابضة منذ 2019.

## النشأة والتعليم
حصل على شهادة بكالوريوس المهمات الدبلوماسية الخارجية من جامعة جورجتاون من واشنطن العاصمة بالولايات المتحدة. ثم حصل على درجة الماجستير في السياسة العامة من جامعة هارفارد بالولايات المتحدة.

## المسيرة المهنية
عمل لمدة 9 أعوام في بنك جي بي مورغان تشيس. تنوعت مجالات عمله في بنك جي بي مورغان تشيس لتشمل قطاع النفط والغاز وتمويل المشاريع وعمليات التمويل المجمعة في لندن من خلال عملائه في الشرق الأوسط. تقلد منصب رئيس قسم الخدمات المصرفية الخاصة في منطقة الخليج العربي لبنك جي بي مورغان تشيس.
ثم انضم للعمل في بنك إنفستكورب وعمل فيه لأكثر من 10 أعوام. شغل في بنك إنفستكورب منصب المدير التنفيذي ورئيس قسم الاستثمار للمؤسسات وشملت مسئولياته عملاء بنك إنفستكورب من المؤسسات الاستثمارية في منطقة الخليج العربي.
تم تعيينه عضو مجلس إدارة في كل من مجلس التنمية الاقتصادية وبنك البحرين الوطني. كما شغل منصب عضو مجلس إدارة في كل من شركة طيران الخليج وشركة الأوراق المالية والاستثمار (سيكو).
في 16 مايو 2011 عينته شركة ممتلكات القابضة رئيس لمجلس إدارة شركة مطار البحرين.
في 23 فبراير 2015 صدر قرار بتعيينه رئيس تنفيذي لمجلس التنمية الاقتصادية اعتبارا من 1 مارس 2015 بدلا من وزير المواصلات والاتصالات كمال أحمد حيث سيتولى قيادة الجهاز التنفيذي للمجلس والأهداف الموضوعة من مجلس الإدارة برئاسة ولي العهد وتنفيذ قرارات مجلس الإدارة المتصلة بالمهمات المناطة بمجلس التنمية الاقتصادية والمتمثلة في استقطاب الاستثمارات الخارجية ودعم واستمرار المبادرات الرامية إلى تعزيز بيئة الاستثمار والتنمية في مملكة البحرين. وقد حل محل الرئيس التنفيذي السابق محمود هاشم الكوهجي. في 26 أبريل 2016 صرح الرميحي أن قطاع الصناعة يمثل 14% من الاستثمارات داخل البحرين وتعتمد البحرين على السوق السعودي كأكبر سوق مروج لها على مستوى الشرق الأوسط وأن هناك تنوع اقتصادي في جميع القطاعات ومنها النفطية الذي وصل فيها إلى 80% من الناتج المحلي. وفي 12 مارس 2018 صرح الرميحي أن الاستثمارات في البحرين ارتفعت من 280 مليون دولار في 2016 إلى 730 مليون دولار في 2017 أي كانت نسبة النمو 160% وأن 55% من تلك الاستثمارات جاءت من قطاع التكنولوجيا المالية أو التكنولوجيا بشكل عام وأبرزها استثمار خدمات أمازون ويب في مركز البيانات باختيارهم البحرين كمقر للشرق الأوسط وأفريقيا بينما شكلت الصناعة 20% مقابل 11% لقطاع الخدمات اللوجستية و10% للسياحة. وبرز في هذا السياق دخول شركات مثل موندليز وأرمادا وأجيليتي. كما أن النمو الاقتصادي للبحرين في الربع الثالث من عام 2017 وصل إلى 3.6% وأن الاقتصاد يشهد تنوع كبير حيث أن الإيرادات النفطية تشكل 20% بينما الإيرادات غير النفطية تشكل 80%. وقال أن من أهم عوامل قوة جذب الاستثمارات في البحرين قدرة اليد العاملة على توفير مستويات عالية من الكفاءة والقرب من السعودية والذي يتيح الدخول السهل إلى أكبر اقتصاد في مجلس التعاون الخليجي علاوة على انخفاض التكلفة التشغيلية مقارنة بالمدن الخليجية المجاورة بما بين 30 إلى 40 في المائة.
في عام 2017 تم تعيينه رئيسا لمجلس إدارة شركة البحرين للاستثمار العقاري (إدامة) الذراع العقارية لشركة ممتلكات القابضة. وكان من أبرز المشروعات التي أشرف على تنفيذها هو مشروع سعادة المحرق.
في 4 أغسطس 2019 أصدر مجلس إدارة شركة ممتلكات القابضة قرار بتعيينه رئيس تنفيذي للشركة التي تعتبر صندوق الثروة السيادي والذراع الاستثمارية للأصول غير النفطية الاستراتيجية لمملكة البحرين وذلك اعتبارا من 1 سبتمبر 2019.
في 29 نوفمبر 2019 قام ولي العهد بتعيينه رئيس مجلس إدارة بنك البحرين للتنمية. في 12 ديسمبر 2019 توصل الرميحي بصفته رئيسا لمجلس إدارة بنك البحرين للتنمية بمشاركة زايد راشد الزياني وزير الصناعة والتجارة والسياحة وسمير عبد الله ناس رئيس غرفة تجارة وصناعة البحرين وفاروق المؤيد رئيس مجلس إدارة بنك البحرين الوطني ومراد علي مراد رئيس مجلس إدارة بنك البحرين والكويت وعصام عبد الله فخرو رئيس مجلس إدارة بنك البحرين الإسلامي على إنشاء صندوق للسيولة بقيمة 100 مليون دينار بحريني بهدف دعم شركات القطاع الخاص للتغلب على التحديات التي تواجهها.
على إثر انتشار جائحة فيروس كورونا في البحرين اعتبارا من فبراير 2020 ففي 15 مارس 2020 صرح رئيس مجلس إدارة بنك البحرين للتنمية الرميحي بقوله:«في ظل الظروف الراهنة التي تشهدها مملكة البحرين والعالم أجمع، فإننا - من منطلق المسؤولية الوطنية والاجتماعية - وكوننا بنكا تنمويا سباقا ورائدا في دعم وتنمية المؤسسات الصغيرة والمتوسطة نعلن لعملائنا الكرام عن استعداد البنك لتأجيل أقساط القروض لمدة 4 أربعة أشهر بدون أي رسوم أو زيادة في الأرباح كما أصدرنا توجيهاتنا للإدارة التنفيذية بالبدء الفوري في استقبال الطلبات الخاصة بذلك هذا عدا عن تسهيل إجراء المعاملات وإنجازها وفق أسرع السبل وأكثرها مرونة».
في 30 مارس 2020 تقدم الرميحي باستقالته من بنك البحرين الوطني بسبب تعارض المصالح حيث انضم عضوا غير تنفيذي بمجلس إدارة بنك البحرين الوطني في عام 2014 ضمن الأعضاء المعينين من قبل شركة ممتلكات القابضة التي تمتلك نحو 44.18% من أسهم بنك البحرين الوطني.
في 2 مارس 2021 اجتمع الرميحي بصفته الرئيس التنفيذي لشركة ممتلكات القابضة برئيس المجلس الاقتصادي الوطني الإسرائيلي والمستشار الاقتصادي لرئيس الوزراء الإسرائيلي أفي سيمخون ونائب مدير مكتب رئيس الوزراء الإسرائيلي للشؤون الداخلية والتنموية ليؤور فاربير لمناقشة الفرص الاستثمارية والتعاون المشترك. وتم عقد الاجتماع بعد توقيع البحرين مع إسرائيل اتفاقية سلام عرفت باسم اتفاقيات إبراهيم.
في 18 مارس 2021 تم تعيينه عضوا في مجلس التنمية الاقتصادية مجددا.
في 3 يونيو 2021 ساهم في إبرام الصندوق الروسي للاستثمارات المباشرة اتفاقية تقضي ببناء مصنع لإنتاج لقاح سبوتنيك في ضد فيروس كورونا في البحرين بهدف إمداد منطقة الشرق الأوسط وشمال إفريقيا بهذا العقار. وتم توقيع الاتفاقية على هامش منتدى بطرسبورغ الاقتصادي الدولي بين صندوق الاستثمارات المباشرة وشركة بينوفارم غروب الروسية لإنتاج الأدوية من جانب وشركة ممتلكات القابضة من جانب آخر.
كما يتولى عضوية مجلس إدارة الهيئة الوطنية للنفط والغاز ورئاسة مجلس إدارة بنك البحرين للتنمية.